# Objekt (grammatik)
 For alternative betydninger, se Objekt. (Se også artikler, som begynder med Objekt)
Objekt eller genstandsled (markeret med Δ) er et led i sætningen der betegner den som verbalhandlingen "går ud over". F.eks. kvinden dræbte sin mand.
I kasussprog står objektet almindeligvis i akkusativ, f.eks. tysk die Frau hat ihren Mann getötet, latin mulier maritum interfecit. På dansk bruges tilsvarende den oblikke form af pronominerne (mig, dig, ham, hende, sig, os, jer, dem) når de står som objekt: hun har dræbt ham.
Hvis verbet står i passiv, vil det der er objekt i den aktive sætning, i stedet være subjekt (og eventuelt stå i nominativ).
Indirekte objekt, også kaldet dativobjekt eller hensynsled, er et led i sætningen der betegner den som verbalhandlingen sker med henblik på. F.eks. kvinden gav sin mand en hund.
I kasussprog står det indirekte objekt almindeligvis i dativ, f.eks. tysk die Frau hat ihrem Mann einen Hund geschenkt, latin mulier marito canem dedit. På dansk bruges der også her den oblikke form af pronominerne, idet det altid er det første ord der regnes som det indirekte objekt: hun har givet ham den.